# Zeke Marshall
Zeke Marshall (Pittsburgh, 13 december 1990) is een Amerikaans voormalig basketbalspeler.

## Carrière
Marshall studeerde aan de Universiteit van Akron waar hij bij de Akron Zips speelde. Bij de Zips stond Marshall bekend om zijn sterk defensief spel, meer specifiek zijn talent om blocks te zetten en het onderscheppen van shots van de tegenstander. Hij werd langzaam maar zeker een fenomeen bij de ploeg. Hij speelde zijn beste seizoen in zijn laatste seizoen als student aan de universiteit. Gedurende dat seizoen maakte hij gemiddeld 10.3 punten en 3.7 blocks per wedstrijd. Daarmee was hij de nummer 4 over het hele land in het College basketball.
Hij werd niet gekozen in de NBA draft van 2013 en speelde in de zomer van 2013 in de NBA Summer League voor de Philadelphia 76ers. Na zijn carrière bij de Zips begon hij aan een professionele carrière in Polen (Śląsk Wrocław) en daarna in Taiwan (Yulon Dinos). Beide passages waren echter maar kort. Hij tekende daarna voor de Reno Bighorns maar werd geruild naar de Maine Red Claws in een deal waarbij ook de Santa Cruz Warriors betrokken waren. Daarnaast waren ook Mickell Gladness en meerdere draftpicks betrokken. De Claws speelden op dat moment in de NBA Development League, de voorbereidingscompetitie voor de NBA.
Op 3 september 2014 trok Marshall terug naar Europa en tekende hij een contract bij de gloednieuwe Belgische club Limburg United. Op 6 januari 2015 werd in onderling overleg het contract van Marshall bij United verbroken. Dit omdat hij niet kon aarden in de speelstijl van de club. Zijn vervanger werd landgenoot Dane Watts.
In 2015 tekende hij een contract bij Sagesse in Libanon. Ook dit Libanees avontuur werd geen succes. Zijn contract werd vroegtijdig ontbonden. In de zomer van 2015 tekende Marshall een contract bij Al-Fateh uit Saudi-Arabië. Daarna speelde hij voor Élan Sportif Chalonnais uit de Franse competitie. In november 2017 tekende hij bij Grand Rapids Drive maar in december werd zijn contract alweer ontbonden. Eerder in 2016 en 2017 had hij al trainingscontracten gehad bij de Raptors 905 en Santa Cruz Warriors. In september 2018 tekende hij een contract bij het Canadese Moncton Magic. Hij speelde in 2019 ook nog voor de Guelph Nighthawks uit de Canadian Elite Basketball League. Hij speelde nog in het seizoen 2019/20 voor het Tunesische JS Kairouan. In 2021 speelde hij voor de GIE Maile Matrix.

## Trivia
Marshall had met schoenmaat 56,5 de grootste voeten in België.